# San Bernardo (Durango)
San Bernardo é uma cidade e município do estado de Durango, no México.